# Prefettura di Chiba
Chiba (千葉県?, Chiba-ken) è una prefettura giapponese di circa 6 milioni di abitanti, con capoluogo nell'omonima città Chiba. Si trova nella regione di Kantō, sull'isola di Honshū.

## Infrastrutture e trasporti
Lo Tsukuba Express collega Chiba con Tokyo in soli 30 minuti.
Un'altra importante infrastruttura è Aqualine expressway, un'autostrada che attraversa la baia di Tokyo collegando Kisarazu con l'Haneda Airport e il centro di Tokyo attraverso il ponte e la galleria Aqua-Line Baia di Tokyo.